# Rassemblement démocrate (Chypre)
Pour les articles homonymes, voir Rassemblement démocratique et DISY.
Le Rassemblement démocrate (en grec, Δημοκρατικός Συναγερμός, abrégé en ΔΗΣΥ / DISY et en turc : Demokratik Seferberlik) est un parti politique conservateur chypriote. Il a été fondé en 1976 par Gláfkos Klirídis. Comptant environ 35 000 adhérents, il est membre du Parti populaire européen et de l'Union démocrate internationale au niveau international.
Depuis 2023, la dirigeante du parti est Anníta Dimitríou.

## Programme et idéologie
Le DISY est partagé entre une aile nationaliste grecque et violemment anticommuniste et une tendance libérale. Le programme du parti est principalement fondé sur le libre-échange, la baisse des impôts directs (Impôt sur les sociétés ou sur le revenu) et la hausse des impôts indirect (sur la consommation notamment), la réduction du déficit public, le soutien à la politique étrangère des États-Unis et à l'OTAN. Sa base électorale est surtout issue de la classe moyenne, des hommes d'affaires et des « cols blancs »,.

## Résultats électoraux

### Chambre des représentants
| Année | Voix    | %     | Sièges  | Rang |
| ----- | ------- | ----- | ------- | ---- |
| 1976  | 63 266  | 27,60 | 0 / 35  | 2e   |
| 1981  | 92 886  | 31,90 | 12 / 35 | 2e   |
| 1985  | 107 223 | 33,56 | 19 / 56 | 1er  |
| 1991  | 122 495 | 35,80 | 20 / 56 | 1er  |
| 1996  | 127 380 | 34,47 | 20 / 56 | 1er  |
| 2001  | 139 732 | 34,00 | 19 / 56 | 2e   |
| 2006  | 128 334 | 30,34 | 18 / 56 | 2e   |
| 2011  | 129 056 | 34,40 | 20 / 56 | 1er  |
| 2016  | 107 823 | 30,68 | 18 / 56 | 1er  |
| 2021  | 99 328  | 27,77 | 17 / 56 | 1er  |

### Parlement européen
| Année | Voix    | %     | Sièges | Rang | Groupe |
| ----- | ------- | ----- | ------ | ---- | ------ |
| 2004  | 94 355  | 28,23 | 2 / 6  | 1er  | PPE    |
| 2009  | 109 209 | 35,65 | 2 / 6  | 1er  | PPE    |
| 2014a | 97 732  | 37,75 | 2 / 6  | 1er  | PPE    |
| 2019  | 81 539  | 29,02 | 2 / 6  | 1er  | PPE    |

a En alliance avec le Parti européen.